# Паткуль, Георг Рейнгольд
Георг Рейнгольд Паткуль (швед. Georg Reinhold Patkul; 1656 — 1723) — шведский офицер, участник Великой Северной войны, генерал-майор, барон Паткуль фон Розендорф.

## Биография
Действительную службу начал фенрихом Лейб-гвардии пешего полка в 1682 году. В 1686 году произведен в чин лейтенанта.
В 1687 году поступил на имперскую службу волонтером. Воевал с турками на территории Венгрии. Принимал участие в штурме Белграда в 1689 году.
С 27 апреля 1689 года полковой квартирмейстер Лейб-гвардии пешего полка. В 1697 году произведен в чин подполковника Вестгёта-Дальского полка.
В составе отряда майора Ханса Хенрика фон Тизенгаузена принял участие в бою с частями Шереметева у Варгиллы 28 октября 1700 года и в сражении при Нарве.
12 марта 1703 года назначен командиром Вестгётландского резервного полка. Принимал участие в военных действиях на территории Литвы, против сторонников Огинского. С 4 февраля 1705 года полковник Вестгёта-Дальского полка, а с 11 ноября 1708 года и вице-губернатор Эльфсборгского лена.
Отличился в сражении при Хельсингборге 28 февраля 1710 года. Произведен в чин генерал-майора. Отразил вторжение норвежской армии в Бохуслен в 1711 году.
В 1712 году прибыл в Померанию. В сражении при Гадебуше 9 декабря 1712 года командовал частью пехоты. С 1713 по 1714 годы в датском плену. В 1715 году назначен губернатором Гётеборга и Бохуслена.
10 декабря 1715 года возведен в баронское достоинство.